# Междузвездни войни: Войните на клонираните (сериал, 2003)
„Междузвездни войни: Войните на клонираните“ (на английски: Star Wars: Clone Wars) е американски анимационен сериал, поставен във вселената на „Междузвездни войни“. Той разказва за Войната на клонингите между Галактическата република начело с канцлер Палпатин и Конфедерацията на независимите системи начело с граф Дуку.
Хронологически, сериалът заема място през 3-годишния период между „Междузвездни войни: Епизод II - Клонираните атакуват“ и „Междузвездни войни: Епизод III - Отмъщението на ситите“.

## „Междузвездни войни: Войната на клонингите“ в България
В България сериалът, преведен като „Междузвездни войни: Войната на клонингите“, започва през септември 2005 г. по Нова телевизия. Излъчени са само първи и втори сезон през сутрините на почивните дни. В дублажа участват Николай Николов и Васил Бинев.